# 祐乗坊宣明
祐乗坊 宣明（ゆうじょうぼう のぶあき、1913年3月25日 - 2000年4月3日）は、日本のグラフィックデザイナー、教育者。作家の嵐山光三郎は長男、造園コンサルタントの祐乗坊進は次男。

## 経歴
東京市本所区出身。約30年にわたって東京朝日新聞社出版局に勤務した後、1968年から1991年まで多摩美術大学に勤務した（途中より教授）。2000年4月3日、肺炎のため東京都立府中病院（現・東京都立多摩総合医療センター）で死去。

## 参加団体
- 報道技術研究会（1940年-1945年）
- 東京アートディレクターズクラブ（1952年 - ）